# Betula albosinensis
Betula albosinensis là một loài thực vật có hoa trong họ Betulaceae. Loài này được Burkill mô tả khoa học đầu tiên năm 1899.

## Hình ảnh

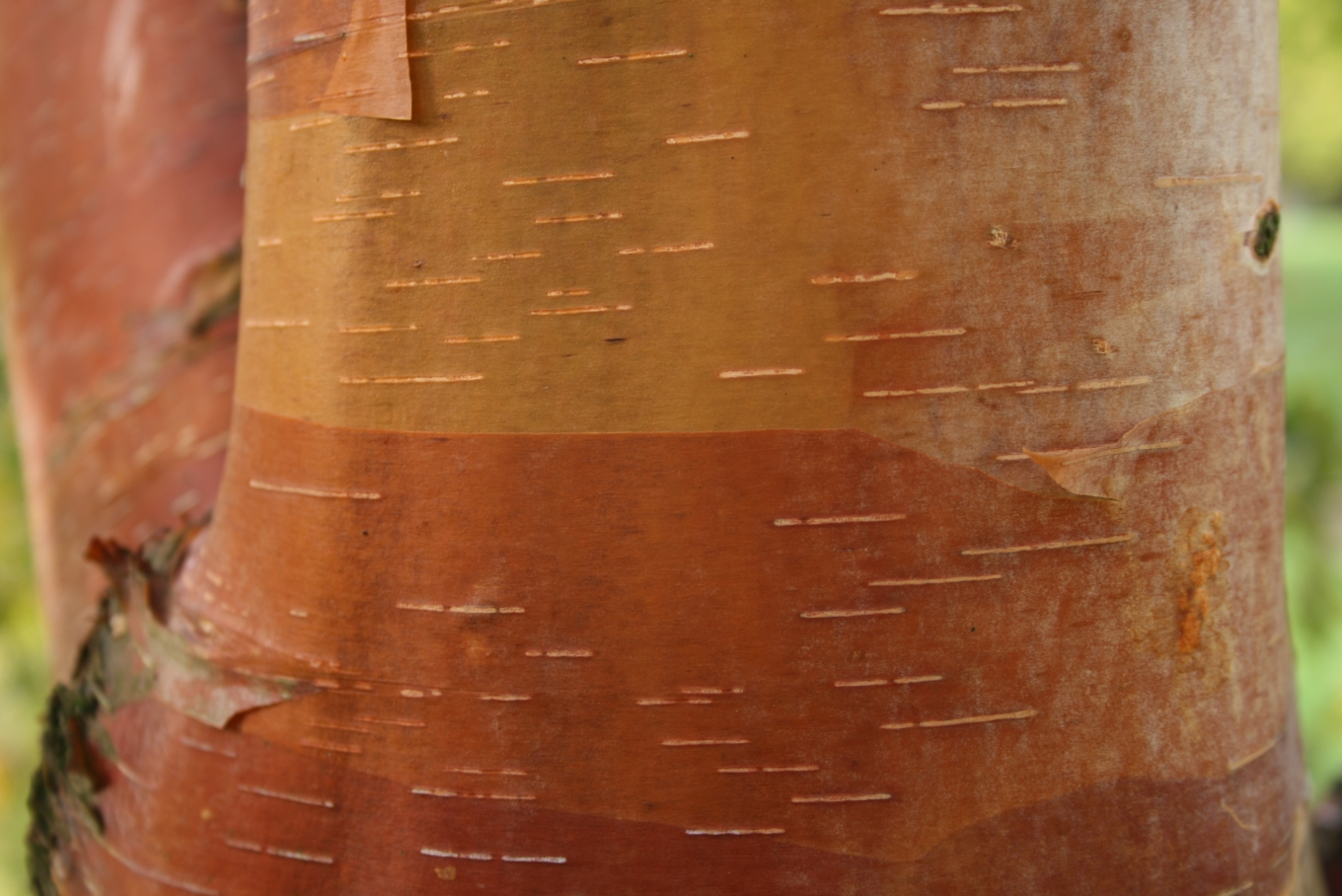
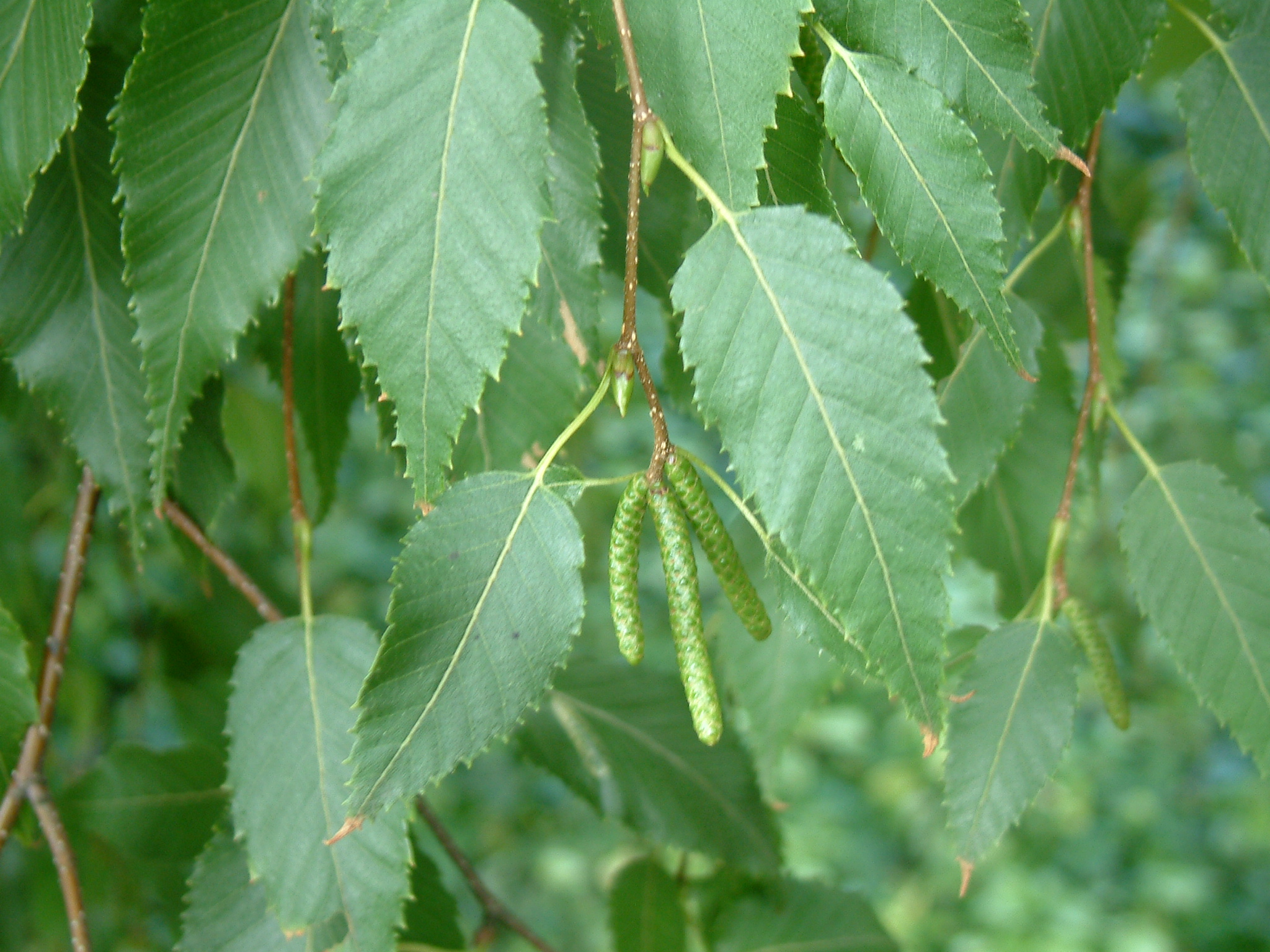
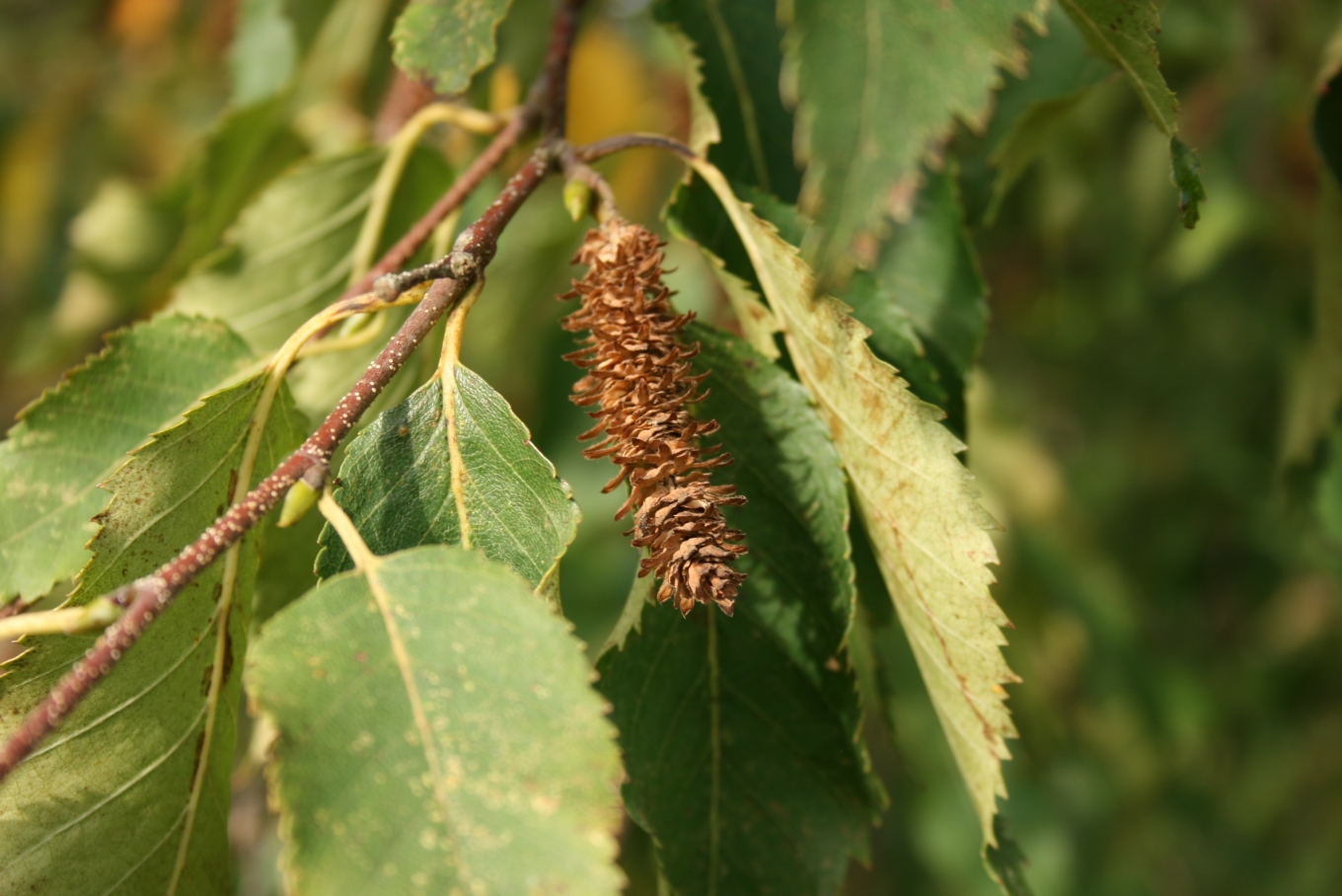
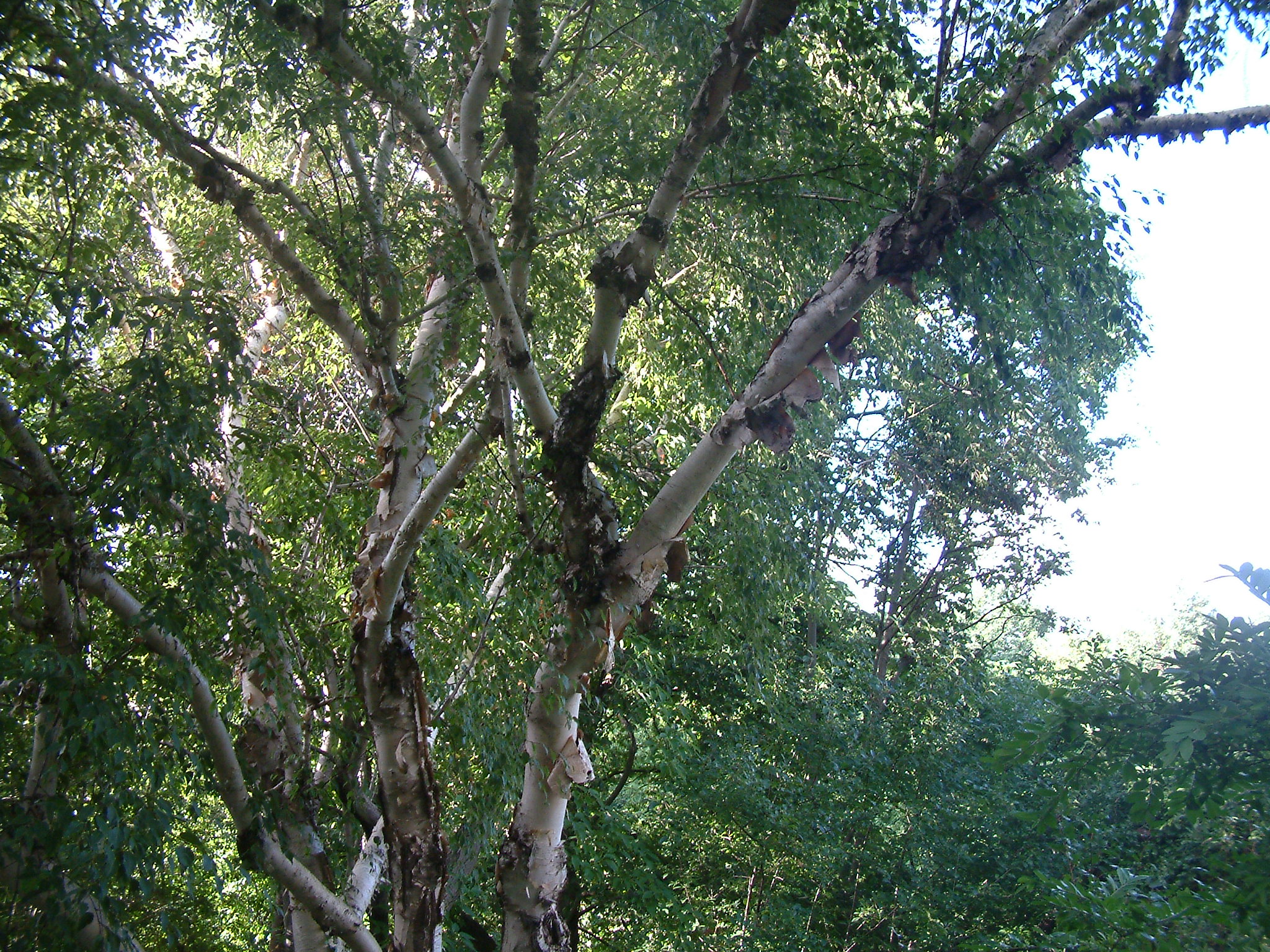